# 全日本私立幼稚園PTA連合会
全日本私立幼稚園PTA連合会（ぜんにほんしりつようちえんPTAれんごうかい）は、全日本私立幼稚園連合会の関連団体である。
1986年設立。47都道府県の私立幼稚園7700園が加盟し、研修活動の普及活動、政府・国会に対する渉外運動、PTA全国大会の企画実施、広報・出版活動などの事業を行う。